# Pohorje
Il Pohorje, in tedesco Bachergebirge, è un gruppo montuoso alpino che si trova in Slovenia, a sud-ovest di Maribor.

## Classificazione

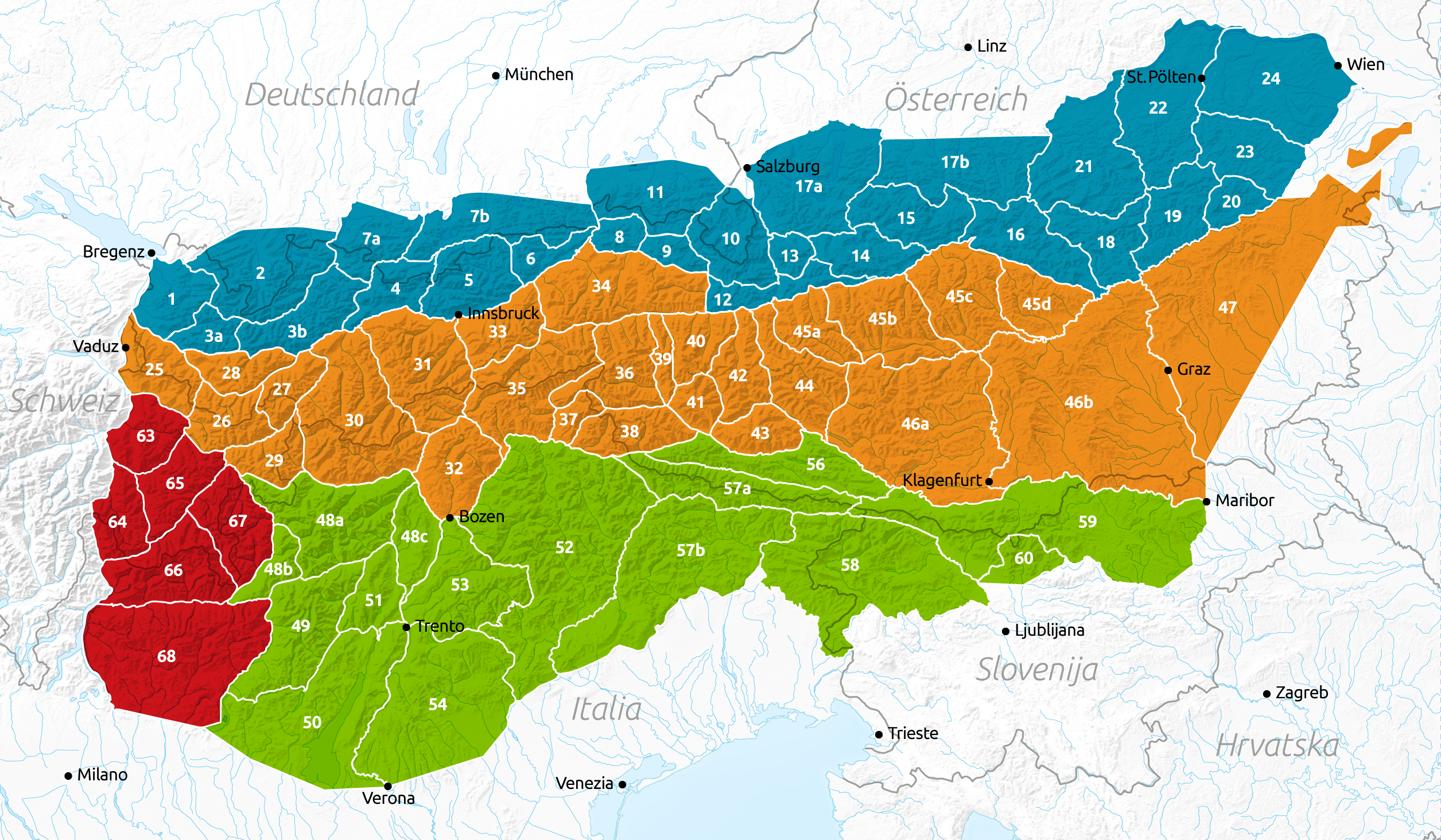
Le Pohorje insieme alle Caravanche secondo l'AVE sono individuate dal numero 59.

La SOIUSA le vede come un gruppo alpino delle Prealpi Slovene e vi attribuisce la seguente classificazione:
- Grande parte = Alpi Orientali
- Grande settore = Alpi Sud-orientali
- Sezione = Prealpi Slovene
- Sottosezione = Prealpi Slovene nord-orientali
- Supergruppo = Strojna e Pohorje
- Gruppo = Pohorje
- Codice = II/C-36.III-A.2

L'AVE le vede parte del gruppo n. 59, gruppo che comprende anche le Caravanche.

## Suddivisione
Secondo la SOIUSA si suddividono in tre sottogruppi:
- Pohorje occidentali (a)
- Pohorje centrali (b)
- Pohorje orientali(c)

## Vette
Le vette principali sono:
- Črni Vrh - 1.543 m
- Glažutska Planina - 1.257 m
- Hlebov Vrh - 901 m
- Jagerski Vrh - 1.312 m
- Janžev Vrh - 652 m
- Jesenkov Vrh - 710 m
- Jezerski vrh - 1.537 m
- Jurčičev Vrh
- Kasjakov Breg
- Kremžarjev Vrh
- Kronska Gora
- Lake Peak
- Lamprehtov Vrh
- Mala Kopa - 1.524 m
- Mali Črni vrh - 1.533 m
- Mizni Vrh
- Mravljakov Vrh
- Mulejev vrh - 1.533 m
- Plešič
- Stranski Vrh
- Velika Kopa - 1.542 m
- Veliki Vrh
- Volovica
- Vrh Lovrenških jezer - 1.527 m
- Rogla - 1.517 m
- Žigertov Vrh